# Sillus imbecillus
Sillus imbecillus är en spindelart som först beskrevs av Eugen von Keyserling 1891.  Sillus imbecillus ingår i släktet Sillus och familjen spökspindlar. Inga underarter finns listade i Catalogue of Life.